# Pere Riba
Pere Riba, né le 7 avril 1988 à Barcelone, est un joueur puis entraîneur de tennis espagnol, professionnel entre 2004 et 2019.

## Carrière
Pere Riba a remporté en 2004 la Coupe Davis junior avec Roberto Bautista-Agut.
Sa principale victoire dans un tournoi du Grand Chelem a eu lieu contre Ivan Dodig à Roland-Garros en 2011. L'année précédente, il est parvenu en quart de finale du double avec Marc López.
Jamais finaliste d'un tournoi ATP, il a néanmoins disputé trois demi-finale en double, un huitième de finale à Hambourg en 2010 un quart de finale en simple à Casablanca en 2011.
Il manque 10 mois de compétition sur blessure entre 2012 et 2013. Grâce à ses succès sur le circuit secondaire (deux titres et cinq finales), il réintègre le top 100 en avril 2014. Ses dernières saisons sont largement perturbées par diverses blessures (dos, cheville), une opération à la hanche et un accident de voiture en 2018 lors d'un tournoi en Floride.
Devenu entraîneur, il travaille avec Varvara Lepchenko puis la Chinoise Zheng Qinwen pendant deux ans avant rejoint l'équipe de Coco Gauff à l'été 2023. Ils remportent ensemble l'US Open. Leur brève collaboration cesse à la fin de la saison. Il retrouve Zheng en 2024.

## Palmarès
Il a remporté 7 tournois Challenger en simple (Séville en 2008 et 2009, Barletta, Bytom et Cancún en 2010, Todi en 2013 et Panama en 2014) et 4 tournois Futures. En double, il compte six titres Challenger et deux Futures.

## Parcours dans les tournois duGrand Chelem

### En simple
| Année | Open d'Australie | Open d'Australie | Internationaux de France | Internationaux de France | Wimbledon       | Wimbledon        | US Open         | US Open          |
| ----- | ---------------- | ---------------- | ------------------------ | ------------------------ | --------------- | ---------------- | --------------- | ---------------- |
| 2010  | —                | —                | 2e tour (1/32)           | J. C. Ferrero            | 1er tour (1/64) | Michael Russell  | 1er tour (1/64) | Adrian Mannarino |
| 2011  | 2e tour (1/32)   | Jürgen Melzer    | 2e tour (1/32)           | J. Tipsarević            | 1er tour (1/64) | Robin Haase      | 1er tour (1/64) | Carlos Berlocq   |
| 2012  | 2e tour (1/32)   | P. Kohlschreiber | —                        | —                        | —               | —                | —               | —                |
| 2013  | —                | —                | 1er tour (1/64)          | Lukáš Rosol              | —               | —                | —               | —                |
| 2014  | —                | —                | 1er tour (1/64)          | P. Kohlschreiber         | 1er tour (1/64) | Adrian Mannarino | 1er tour (1/64) | Adrian Mannarino |

N.B. : à droite du résultat se trouve le nom de l'ultime adversaire.

### En double
| Année | Open d'Australie           | Open d'Australie        | Internationaux de France   | Internationaux de France | Wimbledon                  | Wimbledon                | US Open                    | US Open             |
| ----- | -------------------------- | ----------------------- | -------------------------- | ------------------------ | -------------------------- | ------------------------ | -------------------------- | ------------------- |
| 2010  | —                          | —                       | 1/4 de finale M. López     | W. Moodie D. Norman      | —                          | —                        | 1er tour (1/32) M. López   | M. Fish M. Knowles  |
| 2011  | 2e tour (1/16) C. Berlocq  | B. Bryan M. Bryan       | 1er tour (1/32) S. Giraldo | B. Bryan M. Bryan        | 1er tour (1/32) S. Giraldo | M. Granollers T. Robredo | 1er tour (1/32) S. Giraldo | M. Mirnyi D. Nestor |
| 2012  | 1er tour (1/32) N. Almagro | J. Melzer P. Petzschner | —                          | —                        | —                          | —                        | —                          | —                   |

N.B. : le nom du ou de la partenaire se trouve sous le résultat ; le nom des ultimes adversaires se trouve à droite.

## Parcours dans lesMasters 1000
| Année | Indian Wells         | Miami            | Monte-Carlo      | Rome                | Madrid               | Canada | Cincinnati | Shanghai | Paris |
| ----- | -------------------- | ---------------- | ---------------- | ------------------- | -------------------- | ------ | ---------- | -------- | ----- |
| 2010  | —                    | —                | —                | —                   | 1er tour T. Bellucci | —      | —          | —        | —     |
| 2011  | 1er tour R. De Voest | 1er tour Lu Y-h. | 2e tour M. Čilić | 1er tour I. Andreev | 2e tour J.-W. Tsonga | —      | —          | —        | —     |
| 2012  | —                    | —                | —                | —                   | —                    | —      | —          | —        | —     |
| 2013  | —                    | —                | —                | —                   | —                    | —      | —          | —        | —     |
| 2014  | —                    | —                | —                | 2e tour S. Wawrinka | —                    | —      | —          | —        | —     |

N.B. : sous le résultat se trouve le nom de l’ultime adversaire.